# Acacia neurophylla
Acacia neurophylla är en ärtväxtart som beskrevs av William Vincent Fitzgerald. Acacia neurophylla ingår i släktet akacior, och familjen ärtväxter.

## Underarter
Arten delas in i följande underarter:
- A. n. erugata
- A. n. neurophylla